# Ouzoun Hassan
Pour les articles homonymes, voir Hasan.
Uzun Hasan ou Hasan le Long (en turc : Uzun Hasan ; en azéri : Uzun Həsən ; en persan : اوزون حسن), né en 1423 à Diyarbakır et mort le 6 janvier 1478, fut le neuvième chāhanchāh de la dynastie turcomane des Aq Qoyunlu (Moutons blancs). Il est généralement considéré comme le souverain le plus puissant que celle-ci ait connue. De l'Anatolie Orientale, il étend son pouvoir sur une grande partie de l'Iran, de l'Irak, de la Syrie, de l'Arménie, de l'Azerbaïdjan et du Koweït modernes. 

## Origine
Son grand-père Qara Yülük Uthman Bey fut nommé gouverneur de Diyarbakir par Tamerlan. De là, il contrôlait les villes d’Erzincan, Mardin, Urfa et Sivas. Ouzoun Hassan était le fils cadet d'Ali mort en 1438 fils aîné de son père.

## Biographie

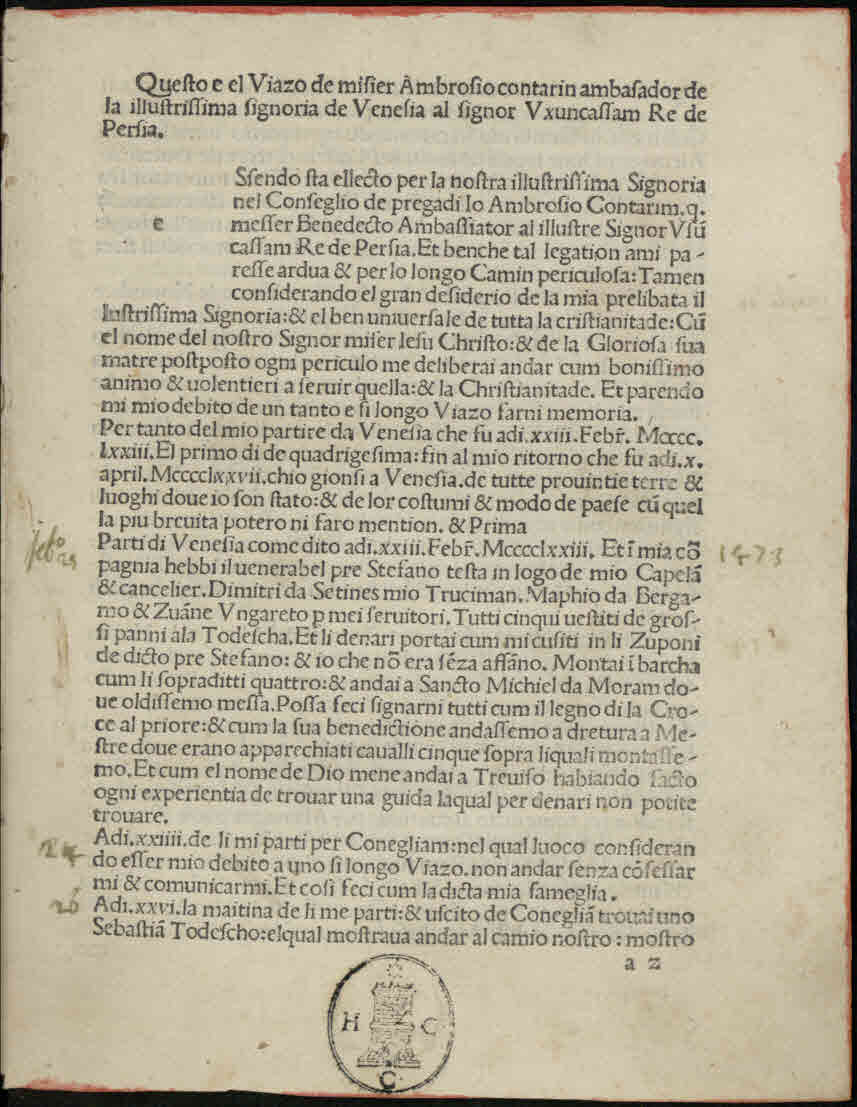
Ambrogio Contarini, Viaggio al signor Usun Hassan re di Persia, 1487

À la mort d'Ali, les Aq Qoyunlu sont dirigés par Hamza (mort en 1444) second fils Qara Yülük `Uthman Bey, puis par Jihangir, le frère aîné d'Ouzoun Hassan. En 1453, Ouzoun Hassan oblige ce dernier à limiter sa souveraineté à l'ouest du domaine familial. En 1467, Hassan est vainqueur de Jihan Shah le dirigeant des Qara Qoyunlu, clan de turkmènes rivaux. L'année suivante, il défait et tue le Timuride Abu Saïd et étend sa domination jusqu'à Bagdad, Hérat et le Golfe Persique.
Après l'assassinat en 1449 du prince-astronome Ulugh Beg de Samarcande, petit-fils de Tamerlan, son élève et collègue Ali Quchtchi partit avec une copie des tables astronomiques auxquelles ils avaient travaillé ensemble et se réfugia à Tabriz, auprès d'Ouzoun Hassan. Celui-ci l'envoya ensuite à Istanbul, auprès du sultan ottoman Mehmed II Fatih (le conquérant), où il s'occupa d'enseignement scientifique à la médersa Aya Sofia (Hagia Sophia, dite Sainte-Sophie).
Ouzoun Hassan entretint de bonnes relations avec l’empire de Trébizonde. Lorsque les Ottomans veulent annexer cet état, il se range du côté de l'empereur. Ce soutien n’empêcha pas les Ottomans de prendre Trébizonde le 26 septembre 1461. 
Ouzoun Hassan fut lui aussi vaincu par les Ottomans en 1471 à Erzincan et le 11 août 1473 à Tercan, près d’Erzincan. Après une dernière campagne contre le roi Bagrat VI de Géorgie à qui il impose un tribut, il tomba malade et meurt en 1478 dans sa capitale, Tabriz.

## Postérité
Ouzoun Hassan eut sept fils : Oughourlou Mohammad, Khahil Mirza, Yaqoub beg, Maksud beg, Yusuf beg, Masih beg et Zegnel. 
Son fils aîné Oughourlou Mohammad et Maksud bey se rebellèrent contre leur père, ce pourquoi ils furent arrêtés puis exécutés. Les successeurs de Hassan furent ses fils Khalil et Yaqoub.
En 1458, Hassan épouse Theodora Megale Komnena, fille réputée illégitime de Jean IV Comnène de l’Empire de Trébizonde. Elle fut aussi connue sous le nom de « Despina Hatun ». Leur fille Halima (connue également sous son nom chrétien de « Marta »), devint la mère du chah Ismaïl Ier d'Iran, fondateur de la dynastie des Séfévides.